# Ole Dalgaard
Ole Dalgaard (født 1950) er en dansk forfatter og tidligere direktør i medievirksomheder. Som forfatter går han også under pseudonymet Oscar K.
Efter en årrække hos DR blev Dalgaard programchef for B&U hos Weekend TV i 1981.
I 1984 fik han en stilling som direktør for Holbæk Egnsteater og Europæisk Teaterlaboratorium, for så i 1989 at blive administrerende direktør for TV2 Øst.
Som forfatter debuterede Dalgaard i 1970 med By, du min elskede. Situationer.
Med Dorte Karrebæk var han nomineret til Nordisk Råds børne- og ungdomslitteraturpris i 2013 med Biblia Pauperum Nova fra 2012.